# 齐齐哈尔广播电视台
齐齐哈尔广播电视台是中华人民共和国黑龙江省齐齐哈尔市的一个广播电视播出机构，也是齐齐哈尔市新闻传媒中心的一部分。成立于2010年初，由原齐齐哈尔人民广播电台与齐齐哈尔电视台合并而成。现已经有2个电视频道及3个广播频率。

## 历史
齐齐哈尔广播电视台的前身分别是齐齐哈尔人民广播电台和齐齐哈尔电视台，其中齐齐哈尔广播电台开播于1946年:542，电台节目覆盖黑龙江省西南部、吉林省西北部、内蒙古自治区东部约一千五百万人口。其中齐齐哈尔电视台是中国大陆最早建立的13家电视台之一，1958年成立，1960年正式开播，1962年，基於調整國民經濟的需要而停播，直到1970年才恢复广播:546。

## 旗下资产

### 电视频道
| 頻道名稱      | 语言   | 广播格式                    | 啟播時間  | 频道前身                   | 備註                                                                       | 備註 |
| 综合频道      | 普通話 | SD: PAL 576i 16:9 HD: 1080i | 1970年9月 | 齐齐哈尔电视台             | 齐齐哈尔市第一个无线电视频道，以新聞、時事、專題類節目為主的综合性电视频道 |      |
| 经济·法治频道 | 普通話 | SD: PAL 576i 16:9 HD: 1080i |           | 齐齐哈尔广播电视台公共频道 | 原為政策性電視頻道，後轉型為经济·法治频道，現時以财经、法律资讯類節目為主  |      |

停播频道：
- 影视文艺频道：开播和停播时间不详。
- 经济频道：开播和停播时间不详。

### 广播频率
| 頻道名稱 | 语言   | 频道频率       | 啟播時間  | 频道前身                                                       | 備註                                                                         |
| 综合广播 | 普通話 | FM103.7 AM1134 | 1946年5月 | 齐齐哈尔广播电台 齐齐哈尔新华广播电台 齐齐哈尔人民广播电台:542 | 齐齐哈尔市第一个广播频率，以新聞、時事、專題、公益、監督類節目為主的綜合頻率 |
| 交通广播 | 普通話 | FM94.1         |           |                                                                | 主要為駕車人士服務的頻率，提供路況播報、生活資訊、服務類節目                 |
| 乡村广播 | 普通話 | FM89.4 AM693   |           | 齐齐哈尔人民广播电台生活文艺广播                               | 主要对农业生产者服务的頻率，提供農業服務類節目                               |